# Bantè
Bantè (teilweise auch Banté) ist eine Stadt, eine Kommune sowie ein Arrondissement in Benin. Sie liegt im Departement Collines.

## Geographie
Innerhalb des Départements Collines, welches sich in der südlichen Hälfte des Landes über dessen gesamte Breite von Togo bis Nigeria erstreckt, liegt Bantè in der westlichen Hälfte. Die nordwestlich gelegene Grenzstadt Prékété ist etwa 45 km entfernt, nach Cotonou, das wirtschaftliche Zentrum Benins, beträgt die Distanz etwa 290 km.
Im Norden grenzt das Gebiet der Kommune an das Département Donga, im Osten und Süden an die Kommunen Glazoué und Savalou und im Westen an Togo. 

## Demografie und Gliederung
Gemäß der Volkszählung von 2013 hatte die Stadt Bantè 17.682 Einwohner, davon waren 8588 männlich und 9094 weiblich. Die wesentlich größere Kommune Bantè 107.181 Einwohner, davon waren 52.516 männlich und 54.665 weiblich.
Als Verwaltungseinheit unterstehen neun Arrondissements, die sich aus 51 Dörfern zusammensetzen, der Gerichtsbarkeit der Kommune:
- Agoua (vier Dörfer)
- Akpassi (vier Dörfer)
- Atokoligbé (sieben Dörfer)
- Bantè (vier Dörfer)
- Bobè (fünf Dörfer)
- Gouka (elf Dörfer)
- Koko (vier Dörfer)
- Lougba (drei Dörfer)
- Pira (sieben Dörfer)

## Infrastruktur
Durch die Stadt läuft die Fernstraße RNIE3, die als internationale Route in nordwestlicher Richtung nach Togo führt. 